# Xã Jackson, Quận Crittenden, Arkansas
Xã Jackson (tiếng Anh: Jackson Township) là một xã thuộc quận Crittenden, tiểu bang Arkansas, Hoa Kỳ. Năm 2010, dân số của xã này là 1.352 người.